# アムド県
アムド県（アムドけん）は中華人民共和国チベット自治区ナクチュ市の県の一つ。県名はチベット語で「末尾」または「下部」の意。県政府所在地は帕那鎮。
雁石坪鎮は全域、青海省ゴルムド市の飛び地（タンラ山鎮）内にある飛び地（二重飛び地）である。

## 行政区画
4鎮、9郷を管轄：
- 鎮：帕那鎮、強瑪鎮、扎仁鎮、雁石坪鎮
- 郷：マチュ郷（瑪曲郷）、多瑪郷、灘堆郷、幇愛郷、瑪栄郷、扎曲郷、色務郷、措瑪郷、崗尼郷

## 交通

### 鉄道
- 中国鉄路総公司
  - 青蔵鉄道

（西寧方面）- タングラ駅 - タングラ南駅 - ザギャザンポ駅 - ニョクチュ駅 - アムド駅 - 錯那湖駅 - 聯通河駅 - 底吾瑪駅 -（ラサ方面）

### 道路
- 国道
  - G109国道